# Imaginations from the Other Side
Imaginations from the Other Side ist das fünfte Studioalbum der deutschen Metal-Band Blind Guardian. Es wurde von August bis November 1994 und von Januar bis März 1995 aufgenommen. Der Hintergrundgesang wurde im Dezember 1994 im Karo Studio in Brackel aufgezeichnet. Es wurde am 5. April 1995 veröffentlicht. Die Songtexte wurden von André Olbrich und Hansi Kürsch geschrieben. Das Coverartwork wurde, wie schon bei den beiden Vorgängern, von Andreas Marschall gezeichnet. Den Hintergrundgesang übernahmen Billy King, Thomas Hackmann, Rolf Köhler und Piet Sielck. Die Akustik-Gitarre auf A Past and Future Secret spielt Jacob Moth.
Imaginations from the Other Side ist das erste Album seit Follow the Blind, bei dem Kai Hansen nicht mitwirkte, und das letzte, auf dem Hansi Kürsch den Bass spielt; auf späteren Alben wird der Bass vom Gast-Musiker Oliver Holzwarth bedient.
Viele alte Fans der Band sehen dieses Album als einen Wendepunkt in der Musik Blind Guardians. Nach diesem Album wurden die Lieder komplizierter strukturiert und die Produktion wurde druckvoller. Das Lied A Past and Future Secret ist eine für Blind Guardian typische Ballade, die auch als Single veröffentlicht wurde. Der Bonus-Song The Wizard ist ein Cover der Rockband Uriah Heep. Die Bonuslieder erschienen jedoch nur in Japan.
In der Rheinischen Post wurden die neuen Songs als „noch vielschichtiger und ausgefeilter“ bezeichnet und die Experimente wie leise gesprochene Passagen oder Gesang durch ein Megaphon betont, was die „folkloristischen Elemente und die gigantischen Chöre“ hervorhebe. Der Bonus-Song von Uriah Heep wurde wohlwollend als „Stilbruch“ bezeichnet. Zudem gab es einen Hinweis auf den Charterfolg in Deutschland; in der ersten Woche stieg das Album „von Null auf 33“.

## Titelliste
1. Imaginations from the Other Side – 7:18
2. I’m Alive – 5:29
3. A Past and Future Secret – 3:47
4. The Script for my Requiem – 6:08
5. Mordred’s Song – 5:27
6. Born in a Mourning Hall – 5:12
7. Bright Eyes – 5:15
8. Another Holy War – 4:31
9. And the Story Ends – 5:59
10. The Wizard – 3:17 (Bonus-Track)
11. The Script for My Requiem (Demo Version) – 7:01 (Bonus-Track)